# پردستلو
پردستلو یک روستا در ایران است که در دهستان سنجبد غربی واقع شده‌است. پردستلو ۱۴۶ نفر جمعیت دارد.